# فريتز إيكيرت
فريتز إيكيرت (بالسويدية: Fritz Herman Vilhelm Eckert)‏ هو مهندس معماري سويدي، ولد في 25 أبريل 1852 في ستوكهولم في السويد، وتوفي بنفس المكان في 6 مارس 1920.

## معرض صور

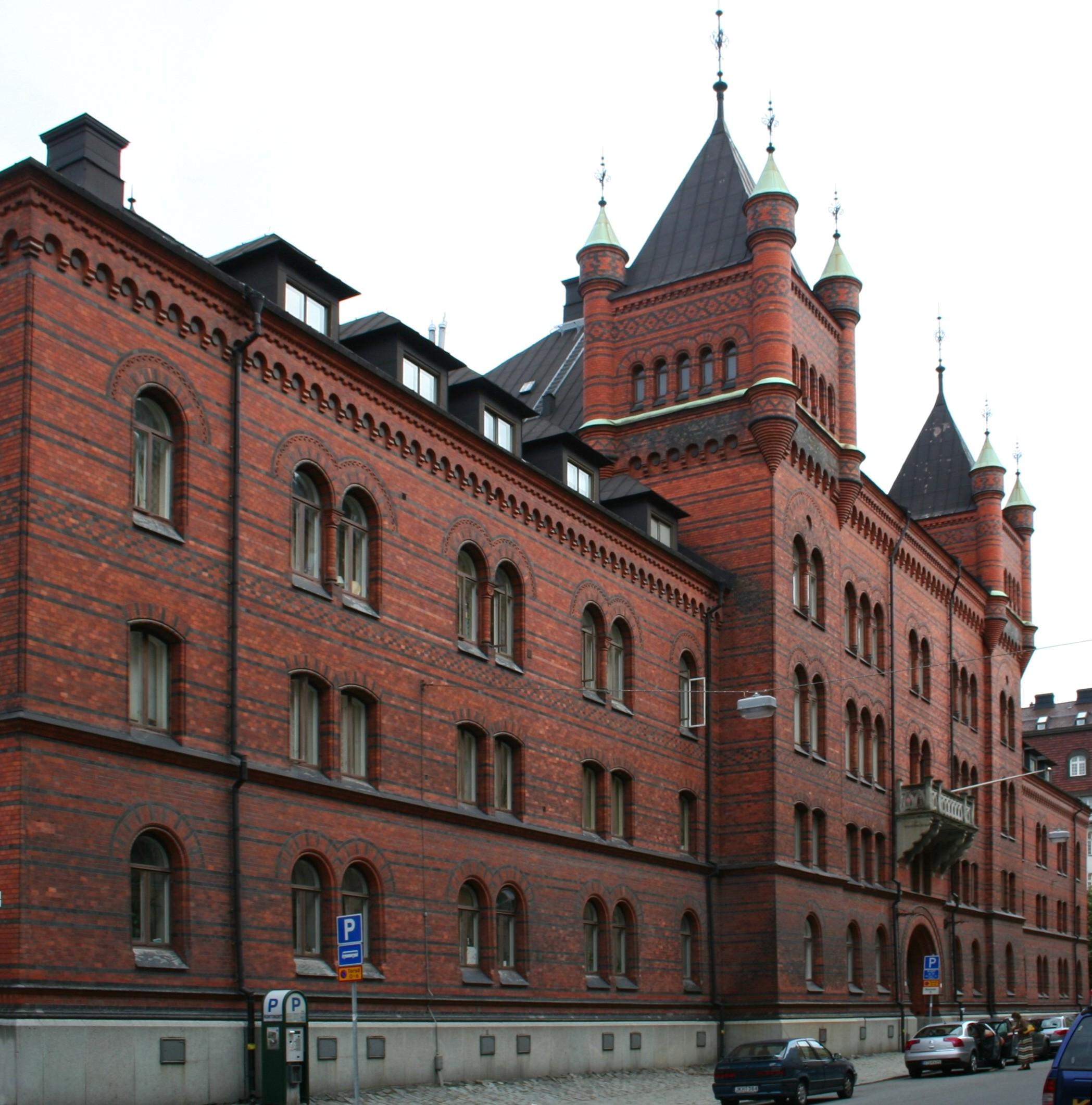
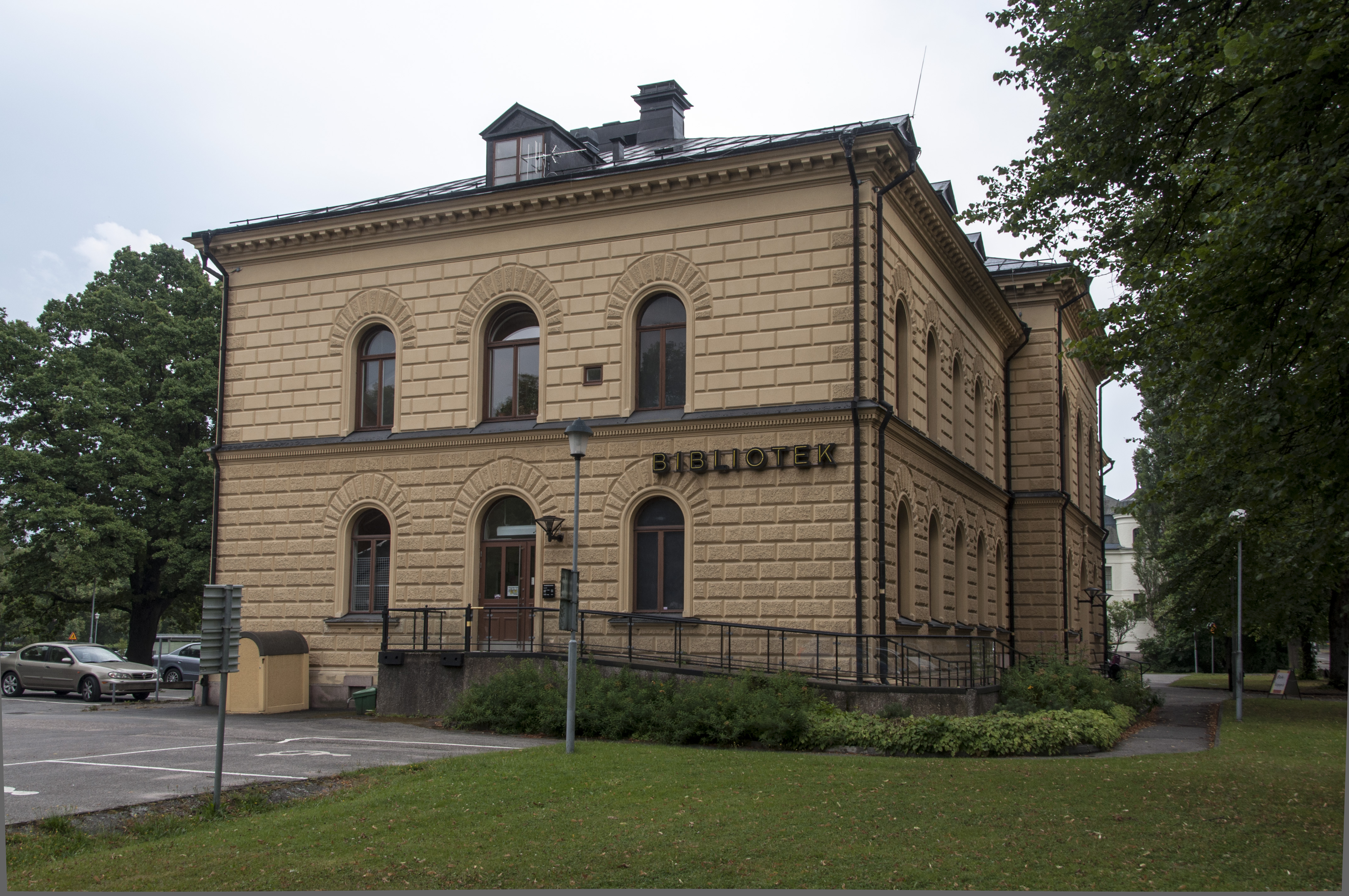
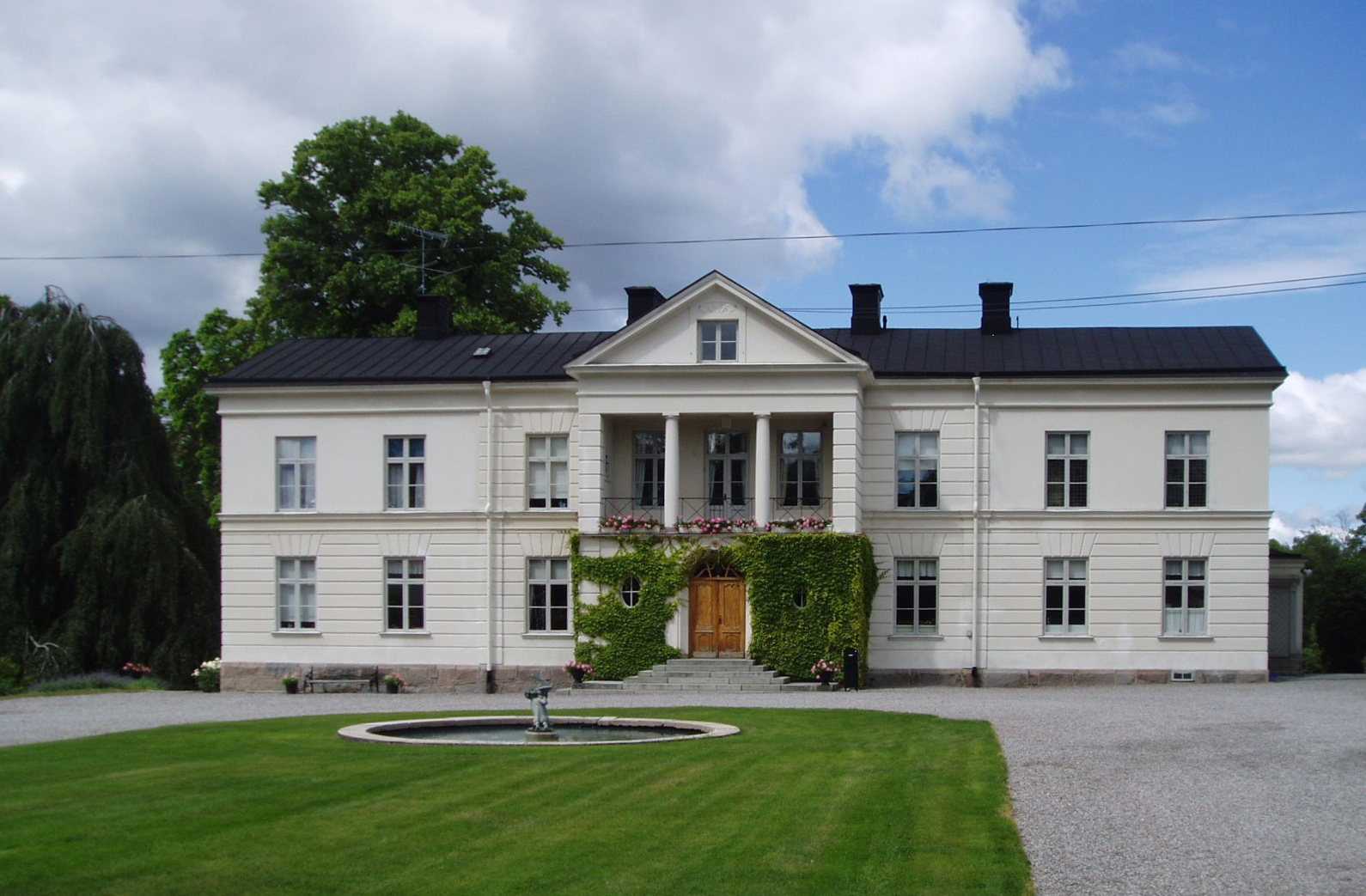
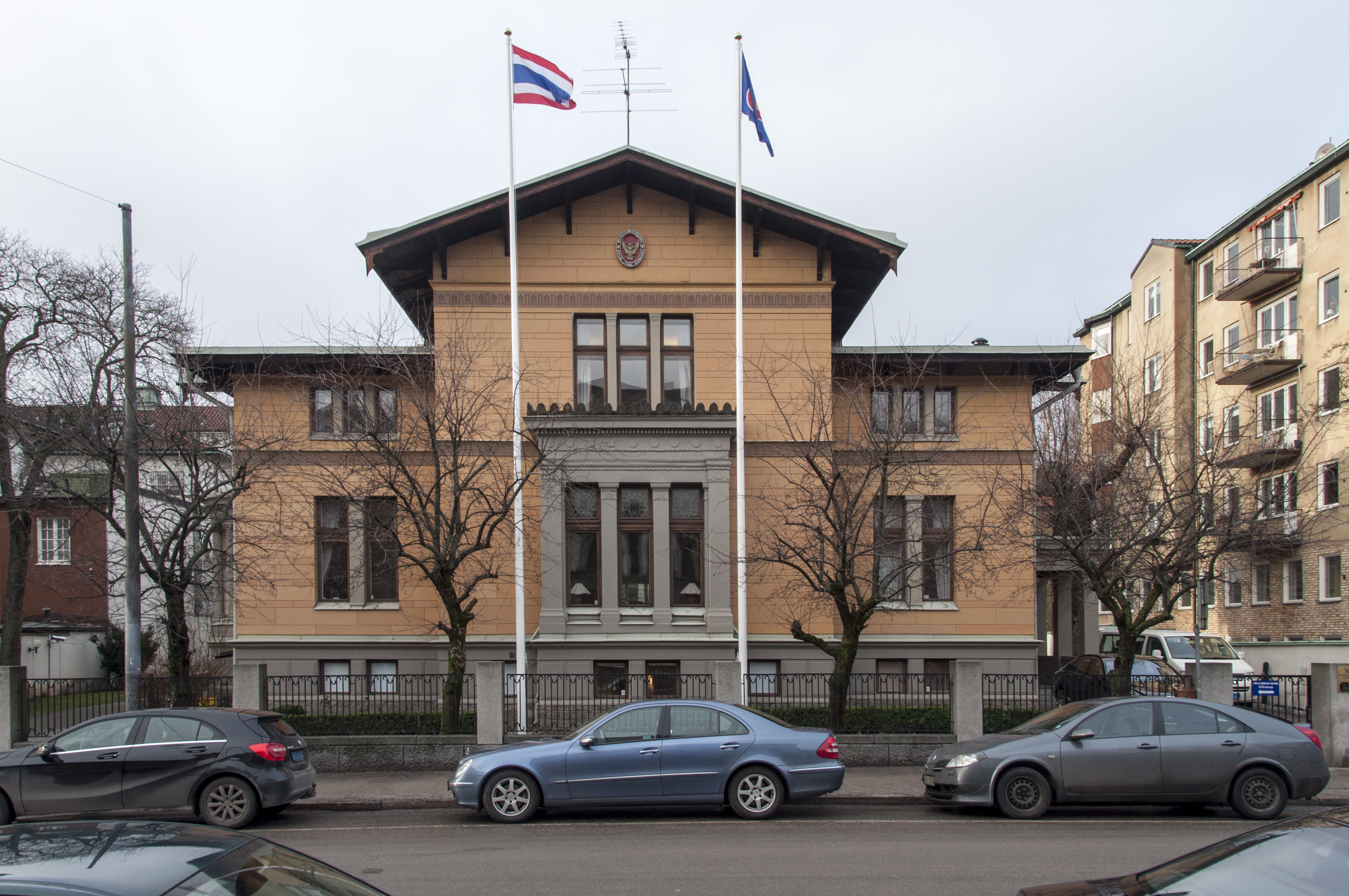